# Hawk Cove
Hawk Cove es una ciudad ubicada en el condado de Hunt en el estado estadounidense de Texas. En el Censo de 2010 tenía una población de 483 habitantes y una densidad poblacional de 475,73 personas por km².

## Geografía
Hawk Cove se encuentra ubicada en las coordenadas 32°53′1″N 96°4′59″O / 32.88361, -96.08306. Según la Oficina del Censo de los Estados Unidos, Hawk Cove tiene una superficie total de 1.02 km², de la cual 1.02 km² corresponden a tierra firme y (0%) 0 km² es agua.

## Demografía
Según el censo de 2010, había 483 personas residiendo en Hawk Cove. La densidad de población era de 475,73 hab./km². De los 483 habitantes, Hawk Cove estaba compuesto por el 95.65% blancos, el 0.21% eran afroamericanos, el 1.24% eran amerindios, el 0.41% eran asiáticos, el 0% eran isleños del Pacífico, el 0.21% eran de otras razas y el 2.28% pertenecían a dos o más razas. Del total de la población el 5.18% eran hispanos o latinos de cualquier raza.